# Post-Earnings-Announcement-Drift
Der Post-Earnings-Announcement-Drift (PEAD; auch SUE-Effekt genannt) ist die Tendenz der kumulierten abnormalen Renditen einer Aktie, für mehrere Wochen (oder sogar Monate) nach einer Gewinnveröffentlichung bei einer positiven Überraschung weiter zu steigen bzw. bei einer negativen Enttäuschung weiter zu fallen.

## Ursache und Wirkung
Laut der Effizienzmarkthypothese müssten die Investoren die neuen Gewinn-Informationen sofort einpreisen, sodass es nur zu einem einmaligen Anstieg oder Fall der Aktie kommt. Dies ist allerdings nicht was in der Praxis beobachtet werden kann. Bei Unternehmen, die gute Nachrichten in den Quartalsergebnissen melden, tendieren ihre abnormalen Wertpapierrenditen für circa 60 Tage nach der Gewinnbekanntgabe nach oben. In ähnlicher Weise tendieren die abnormalen Wertpapierrenditen von Unternehmen, die schlechte Nachrichten in den Gewinnen melden, für einen ähnlichen Zeitraum nach unten. Ray J. Ball & P. Brown stellten dieses Phänomen erstmal 1968 in ihrem Paper "An empirical evaluation of accounting income numbers", Journal of Accounting Research, S. 159–178 vor. Als eine der wichtigsten Ertragsanomalien, die im Widerspruch zur Markteffizienztheorie steht, gilt der PEAD als ein robustes Ergebnis und als eines der meist untersuchten Themen in der Finanzmarktliteratur.

## Erklärungsansätze
Es gibt eine Reihe von Erklärungsansätzen für den PEAD. Die am weitesten akzeptierte Erklärung des Effekts ist die Unterreaktion der Anleger auf Gewinnankündigungen.
Bernard & Thomas (1989) und Bernard & Thomas (1990) veröffentlichten eine umfassende Zusammenfassung der PEAD-Forschung: Nach der Veröffentlichung besser als erwarteter Gewinnzahlen preisen Anleger den höheren Unternehmenswert zunächst unvollständig ein. Erst verzögert steigt der Aktienpreis nach und nach weiter an, bis der wahre höhere Wert erst nach ein paar Monaten erreicht wird. Gleiches gilt vice versa bei enttäuschenden Gewinnen.
Nach Bernard & Thomas (1990) bestehen PEAD-Muster aus zwei Komponenten. Die erste Komponente ist eine positive Autokorrelation zwischen der saisonalen Differenz (d. h., saisonale Random-Walk-Prognosefehler – die Differenz zwischen den tatsächlichen Renditen und den prognostizierten Renditen), die für aufeinanderfolgende Quartale am stärksten ist und über die ersten drei verzögerten Quartale positiv ist. Zweitens gibt es eine negative Autokorrelation zwischen saisonalen Differenzen, die vier Quartale auseinander liegen.